# Карачун (зупинний пункт)
Карачу́н — пасажирська зупинна залізнична платформа Рівненської дирекції Львівської залізниці.
Розташована в селі Карачун Рівненського району Рівненської області на лінії Рівне — Сарни між станціями Немовичі (7 км) та Малинськ (8,5 км).
Станом на вересень 2017 р. на платформі зупиняються приміські поїзди.